# NGC 103
NGC 103 (również OCL 291) – gromada otwarta znajdująca się w gwiazdozbiorze Kasjopei. Odkrył ją John Herschel 5 października 1829 roku. Znajduje się w odległości ok. 9,9 tys. lat świetlnych od Słońca.